# パラダイス・アレイ
『パラダイス・アレイ』（原題: Paradise Alley）は、シルヴェスター・スタローン監督、脚本、主演による1978年のアメリカ映画である。スタローンの監督デビュー作でもある。

## ストーリー
1946年。ニューヨークのスラム街ヘルズ・キッチンに暮らすイタリア系アメリカ人のレニー、コスモ、ヴィクターの3兄弟は貧しい境遇からいつか抜け出すことを夢見ていた。
酒場で金儲けの話をしていた3人はちょうど居合わせた一帯の顔役スティッチに賭け腕相撲の話を持ち掛ける。兄弟の中で一番腕っぷしの強いヴィクターとスティッチの子分でタフを売り物にしているフランキーとの勝負となりヴィクターに軍配が上がるが、このことでスティッチに恨みを買ってしまう。
ヘルズ・キッチンでも最もガラの悪いと評判のナイトクラブ「パラダイス・アレイ」では店の呼び物としてルール、タイムリミットなしの荒っぽい賭けレスリングが行われていた。
大男ビッグ・グローリーが100ドルの賭金で客の挑戦に応ずるという趣向の試合にコスモはレニーを説得しヴィクターをリングに上げ見事勝利を飾る。そこでヴィクターはキッド・サラミと名乗るようになったヴィクターに本格的にトレーニングを開始する。
クリスマスが近づいた頃、レニーは1000ドルという賭金でヴィクター対フランキーの試合をセット・アップし、パラダイス・アレイはかけつけた客で熱気にむせかえった。いよいよ試合開始、実に23ラウンドに渡る死闘の結果、劣勢だったヴィクターが逆転勝利を決め、リングで抱きあった3人の兄弟は観客の声援に包まれる。

## キャスト
| 役名                     | 俳優                       | 日本語吹替                                                                |
| 役名                     | 俳優                       | テレビ朝日版                                                              |
| ------------------------ | -------------------------- | ------------------------------------------------------------------------- |
| コスモ・カルーボニ       | シルヴェスター・スタローン | 玄田哲章                                                                  |
| ヴィクター・カルーボニ   | リー・カナリート           | タイガーマスク                                                            |
| レニー・カルーボニ       | アーマンド・アサンテ       | 羽佐間道夫                                                                |
| ビッグ・グローリー       | フランク・マクレー         | 今西正男                                                                  |
| アニー                   | アン・アーチャー           | 弥永和子                                                                  |
| スティッチ               | ケヴィン・コンウェイ       | 柴田秀勝                                                                  |
| フランキー・ザ・サンパー | テリー・ファンク           | 西尾徳                                                                    |
| バンチ                   | ジョイス・インガルス       | 沢田和子                                                                  |
| スーザン・チョウ         | エイミー・エックルズ       | 幸田直子                                                                  |
| 不明 その他              |                            | 増岡弘 中川まり子 清川元夢 仲木隆司 塚田正昭 目黒光祐 米山あつ子 片岡富枝 |
|                          |                            |                                                                           |
| 演出                     | 演出                       | 春日正伸                                                                  |
| 翻訳                     | 翻訳                       | 飯嶋永昭                                                                  |
| 調整                     | 調整                       | 山田太平                                                                  |
| 効果                     | 効果                       | 赤塚不二夫 TFCグループ                                                    |
| 制作                     | 制作                       | 東北新社                                                                  |
| 解説                     | 解説                       | 淀川長治                                                                  |
| 初回放送                 | 初回放送                   | 1983年5月8日 『日曜洋画劇場』 ※DVD収録                                    |